# Эзак
Эза́к (фр. Aizac, окс. Aisac) — коммуна во Франции, находится в регионе Рона — Альпы. Департамент коммуны — Ардеш. Входит в состав кантона Антрег-сюр-Волан. Округ коммуны — Ларжантьер.
Код INSEE коммуны — 07003.

## Население
Население коммуны на 2008 год составляло 159 человек.
| 1962 | 1968 | 1975 | 1982 | 1990 | 1999 | 2008 |
| ---- | ---- | ---- | ---- | ---- | ---- | ---- |
| 158  | 177  | 137  | 144  | 156  | 169  | 159  |

## Экономика
В 2007 году среди 100 человек в трудоспособном возрасте (15—64 лет) 66 были экономически активными, 34 — неактивными (показатель активности — 66,0 %, в 1999 году было 62,4 %). Из 66 активных работали 52 человека (28 мужчин и 24 женщины), безработных было 14 (4 мужчины и 10 женщин). Среди 34 неактивных 7 человек были учениками или студентами, 13 — пенсионерами, 14 были неактивными по другим причинам.

## Достопримечательности
- Романская церковь XI века